# Tenzin Namdak
Lopön Tenzin Namdak (en tibétain : སློབ་དཔོན་བསྟན་འཛིན་རྣམ་དག།, Wylie : Slob-dpon Bstan-'dzin Rnam-dag) est un chef religieux Bön né le 27 janvier 1927 et mort le 12 juin 2025 à Katmandou.
Vajranatha (John Myrdhin Reynolds), un lettré grand maître Nyingmapa et Ngagpas, a collaboré avec Lopön Tenzin Namdak.

## Biographie
Lopön Tenzin Namdak est né le 27 janvier 1927,, à Khyungpo Karu (Kham, la province est du Tibet) dans une famille d'artistes célèbres. En 1933, à l'âge de 7 ans, il entre au monastère de Tingchen dans la même région. En 1941, Lopön Rinpoché est allé à Yungdrung Ling, alors l'un des deux principaux monastères Bönpo du Tibet Central. À Yungdrunk Ling, Lopön Rinpoché a aidé à réaliser une série de tableaux muraux dans un nouveau temple. En 1944, Lopön Rinpoché est allé en pèlerinage au Népal y compris Solu-Khombu, Pokhara, le Mustang et Katmandou.
En 1945, à 19 ans, Lopön Rinpoché est retourné à Yungdrung Ling pour commencer des études de philosophie (tsennyi ; mtshan nyid). Entre 1945 et 1950, il a vécu une existence d'ermite, cloîtré avec son professeur et maître Gangru Rinpoché avec qui il a étudié la poésie (nyanga ; snyan ngag), la cosmologie (dzopu ; mdzod phug), la grammaire (da ; sgra), la discipline monastique (dulwa ; dul ba) et les étapes sur le chemin de l'éveil (salam; sa lam).
Lopön Rinpoché est allé au monastère de Menri (littéralement « la montagne de médecine ») dans la province de l'Ü-Tsang dans le Tibet Central en 1950 où, sur instruction de Gangru Rinpoché, il a commencé ses études vers le degré de Geshe (l'équivalent tibétain de Docteur en Philosophie) et l'a atteint en 1953.
Lopön Rinpoché est devenu professeur ou maître pédagogique (Lopön) au monastère de Menri de 1953 à 1957. Lopön Rinpoché a quitté Menri et son poste en 1957 en raison des conflits croissants entre les Tibétains et les militaires chinois. En 1957, Lopön Rinpoché quitta Menri et le Tibet pour le monastère de Sezhig sur le lac de Dangra au nord de l'Ü-Tsang où il est resté en retraite spirituelle jusqu'en 1960.

### L'exil: capture par l'armée chinoise et fuite au Népal
Après le soulèvement tibétain de 1959 à Lhassa, beaucoup de grands lamas du Tibet, y compris le 14e dalaï-lama et le 16e karmapa s'exilèrent de leur patrie avec de nombreux réfugiés tibétains, cherchant refuge en Inde et au Népal.
Lopön Rinpoché essaya de se réfugier en Inde en 1960, mais il fut touché par des tirs, blessé, et capturé par les soldats chinois. Emprisonné dix mois par le régime chinois, il réussit à s'enfuir en traversant la principauté du Mustang et à atteindre le Népal.

### Katmandou et la rencontre du tibétologue David Snellgrove

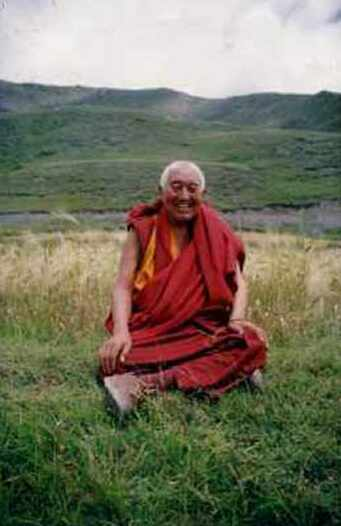
Lopon Tenzin Namdak, abbé d’un monastère Bön au Nepal.

Alors qu'il se trouve à Katmandou en 1961, Lopön Rinpoché et le tibétologue anglais David Snellgrove sont devenus collègues. David Snellgrove a invité Lopön Rinpoché à Londres où, à l'aide d'une allocation de la fondation Rockefeller, il est devenu un lettré visiteur à l'université de Londres. Lopön Rinpoché a résidé pour une période à l'université de Cambridge. La collaboration avec le professeur David Snellgrove a eu pour résultat l'édition de The Nine Ways of Bön qui inclut des extraits traduits de l'estimé Zhiji (gzi brjid): une vaste hagiographie du Bouddha Tonpa Shenrab. Ce travail en collaboration était la première étude érudite de la tradition Bönpo à être dirigée en occident. Lopön Rinpoché est resté en Angleterre pendant trois ans (1961-1964). Lopön Rinpoché a rendu une deuxième visite en Europe en 1969 à l'invitation du professeur Helmut Hoffmann comme lettré visiteur de l'université de Munich où il a contribué significativement à la compilation du Tibetan-German-English Dictionnaire tibéto-allémano-anglais.

### La construction fondation Bönpo tibétaine à Dolanji, Himachal Pradesh

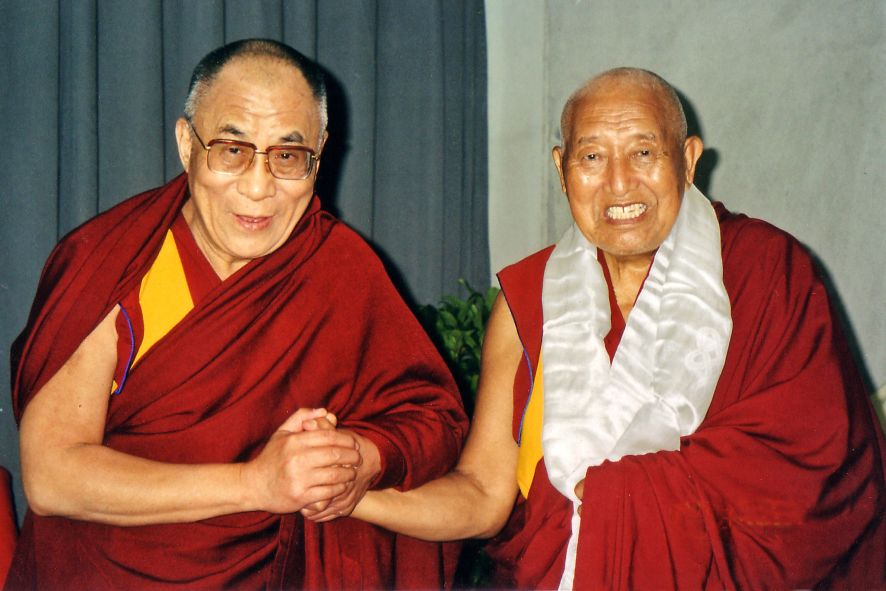
Le 14e dalai-lama et Tenzin Namdak en 1978.

Lopön Rinpoché a entrepris la tâche de rechercher des fonds et trouver la terre pour établir une construction Bönpo en Inde. Avec l'aide financière du Catholic Relief Services, il a acheté une partie de terre de forêt à Dolanji, près de Solan en Himachal Pradesh. En 1967, la construction a été formellement établi et a été enregistré par le Gouvernement indien sous le nom de Fondation Bönpo tibétaine. Environ 70 familles furent transférées là-bas de Manali, Himachal Pradesh et chacune a reçu une maison et un lopin de terre, dont la taille dépend du nombre de personnes de la famille. Le Fondation Bönpo tibétaine a possédé sa propre constitution et sa propre administration, et l'abbé de Menri en est président. Le nouveau village à Dolanji a été nommé Thobgyal Sarpa (thob rgyal gsar pa) comme le village Thobgyal dans la province du Tsang du Tibet, localisé près du monastère de Menri. La plupart des Tibétains dans le nouveau village sont venus des régions du mont Kailash, du Tsang Supérieur dans l'ouest, et de Hor, Kongpo, Dergué, Amdo et Gyarung dans l'est de Tibet.

## Publication
- (en) Lopön Tenzin Namdak et Richard Dixe (2002), Heart Drops of Dharmakaya: Dzogchen Practice of the Bön Tradition, Snow Lion Publications.  (ISBN 1-55939-172-3)